# 유경환 (배우)
유경환(1994년 11월 2일 ~)은 대한민국의 연극배우, 모델이다.

## 방송
- 보이스 4 (2021)
- 버튼게임 (2022) - Top4

## 영화
- 미술관에서 (2020) - 조수 역

## 공연
- 죽여주는 이야기 (2008~)
- 코미디 퍼포먼스 히말라야! 히말리야? (2017)
- 코미디 퍼포먼스 배꼽 - 안성 (2018)
- 죽여주는 이야기 - 광주 (2019)

## CF
- TMAP (2022)
- 온일장 (2022)
- 하쿠나라이브
- 흥국생명 (2021)
- 깨끗한연구소 - 사연있는 여자친구 (2021)
- 한국자산관리공사 (2021)
- Google Play - Best of Awards (2021)
- 더좋은부탄 (2021)
- 리그 오브 레전드 - 와일드 리프트 (2020)
- LG 울트라 기어 - 고성능 편 (2020)